# 陸鼎堂
陸鼎堂爵士，KBE，CMG，CVO（Sir Donald Collin Cumyn Luddington，1920年8月18日—2009年1月26日），英國殖民地官員，早年於香港政府供職，官至新界民政署長及民政司，1969年至1973年間兼任立法局官守議員。陸鼎堂其後外調大洋州地區，1973年至1976年間歷任英屬西太平洋高級專員及所羅門群島總督，隨後再度調返香港，最初於1977年接替何禮文爵士出任公務員敘用委員會主席，後於1978年接替姬達為第2任廉政專員，直到1980年卸任退休。

## 生平

### 早年生涯
陸鼎堂在1920年8月18日生於英國蘇格蘭的愛丁堡，父親諾曼·約翰·拉丁頓（Norman John Luddington）曾於英屬錫蘭政府任職公務員，至於母親則名默特爾·亞美士德·潘恩（Myrtle Amethyst Payne）。陸鼎堂早年曾入讀英格蘭肯特郡的多佛爾書院，後來升讀蘇格蘭聖安德魯斯大學，並取得文學碩士資格畢業。
自1940年至1946年期間，陸鼎堂於英國陸軍服役，參與過第二次世界大戰。在軍中，他先後隸屬於英皇直屬約克郡輕步兵團（KOYLI）及皇家裝甲兵團（RAC），並曾於印、緬及西班牙的阿拉貢等地作戰。陸鼎堂戰時曾因緊急狀態（Emergency Commission）而獲暫委為上尉，到戰後復於1952年7月19日獲軍方授予正任上尉軍階，同時獲授名譽上校軍銜。

### 殖民地生涯
在1949年2月，陸鼎堂以官學生（今政務官）身份獲聘到香港政府供職，由此展開其殖民地生涯。他最初在大埔任職理民官、其後曾於華民政務司署、警務處、輔政司署及工商署等部門任職，此外他亦曾自1949年至1955年服役於皇家香港防衛軍。至1960年11月，陸鼎堂獲港府擢升為防衛司兼首席助理輔政司，主管香港保安事務，後來先後改任副民政署長及工商業管理處副處長，並成為香港管理專業協會會員。在1969年4月，他接替景韓出任新界民政署長，同時在英女皇批准下獲港督戴麟趾爵士委任為立法局官守議員，到同年6月獲委為官守太平紳士。
在1971年5月，陸鼎堂接替何禮文（後為爵士）升任民政司，成為港府主要官員之一。然而，據其前下屬許仕仁憶述，由於陸鼎堂為人耿直，因此與當時新上任的港督麥理浩爵士不咬弦。有說麥理浩曾數次下令要求陸鼎堂的下屬執行某些命令，但都被他一一駁回。結果在1973年5月，陸鼎堂被明升暗貶，遭英政府外放到大洋洲，同年10月10日起正式出任英屬西太平洋高級專員，管理太平洋小島國英屬所羅門群島，但為了讓他體面離港，英廷在他正式上任前宣佈向他獎授CMG勳銜。到1974年8月21日，陸鼎堂獲任命為英屬所羅門群島保護領總督，繼續對當地作出管治，直到1976年1月卸任，此後英屬西太平洋高級專員一職被英政府廢置。
在英屬所羅門群島供職期間，他曾於1974年2月款待到訪的英女皇及菲臘親王伉儷，事後因而獲封CVO勳銜。另一方面，他又在1974年協助引入新憲法，為當地建立議會民主制及部長制政府；到1975年更將當地正式更名為「所羅門群島」，為日後的自治及獨立鋪路。陸鼎堂在1976年1月卸任總督以後，所羅門群島隨即成立自治政府，兩年後脫離英國獨立，成為英聯邦王國的一員；至於他自己則在在1976年6月的英女皇壽辰名單中獲授KBE勳銜，成為爵士。
在1977年5月，陸鼎堂爵士獲港府重新起用，返回香港以接替退休的何禮文爵士出任公務員敘用委員會主席，後於1978年3月退任。同年7月4日，他獲麥理浩委任接替姬達爵士，出任第二任總督特派廉政專員，掌管廉政公署，任內致力改善警、廉關係，及鞏固廉署致力肅貪的公眾形象。陸鼎堂在1980年11月卸任廉政專員一職，開展退休生活。

### 晚年
陸鼎堂退休後返回英國，並居於約克郡的伊盛沃德（Easingwold），至2009年1月26日在伊盛沃德區內一所醫院安詳去世，終年88歲。在家人安排下，其葬禮於同年2月2日上午11時在伊盛沃德教區教堂舉行。陸鼎堂身後，時任香港特首曾蔭權及廉政專員湯顯明皆對其逝世深表哀悼，並讚揚他對香港所作貢獻，其中曾蔭權更稱陸鼎堂是他的「多年朋友」。

## 家庭
陸鼎堂在1945年迎娶其妻嘉莉·布羅迪·約翰斯頓（Garry Brodie Johnston）為妻，夫婦兩人共育有一子一女。陸鼎堂爵士夫人曾任香港女童軍總會副會長，她於2002年11月4日逝世。陸爵士本身的興趣包括閱讀及網球，他生前曾為皇家聯邦學會及香港會會員。

## 榮譽

### 殊勳
- 官守太平紳士（1969年6月）
- 聖米迦勒及聖喬治勳章（同袍）（1973年6月2日[22]）
- 皇家維多利亞勳章（司令）（1974年2月21日[23]）
- 大英帝國勳章（爵級司令）（1976年6月12日[24]）

### 頭銜
- 陸鼎堂（1920年8月18日－1969年4月）
- 陸鼎堂議員（1969年4月－1969年6月）
- 陸鼎堂議員，JP（1969年6月－1971年4月）
- 陸鼎堂，JP（1971年4月－1971年5月）
- 陸鼎堂議員，JP（1971年5月－1973年5月）
- 陸鼎堂（1973年5月－1973年6月2日）
- 陸鼎堂，CMG（1973年6月2日－1974年2月21日）
- 陸鼎堂，CMG，CVO（1974年2月21日－1976年6月12日）
- 陸鼎堂爵士，KBE，CMG，CVO（1976年6月12日－2009年1月26日）

## 注腳
1. ↑  "Index Lo-Ly （页面存档备份，存于）", rulers.org, retrieved on 5 February 2009.
2. 1 2 3 4 5 6  Who's Who, London: A & C Black, 2008.
3. 1 2  〈薜畿輔接長警務處〉，《工商日報》第四頁，1968年12月13日。
4. ↑  "Issue 39600[]", London Gazette, 15 July, 1952, p.3.
5. ↑  Edited by Kevin Sinclair, Who's Who in Hong Kong, Hong Kong: SCMP, 1979.
6. ↑  姬達獲委任布政司，《工商日報》第八頁，1978年7月1日。
7. ↑  〈景韓任市政局長〉，《工商日報》第五頁，1960年11月26日。
8. ↑  "Issue 44840[]", London Gazette, 2 May, 1969, p.2.
9. ↑  黎敦義繼陸鼎堂任新界民政署長，《工商日報》第二十頁，1971年4月1日。
10. 1 2  〈重原則 有性格 佩服兩「恐龍師父」 的存檔，存档日期2011-07-21.〉，香港《文匯報》，2005年11月4日。
11. ↑  "Issue 46117[]", London Gazette, 1 November, 1973, p.1.
12. ↑  "British Western Pacific Territories （页面存档备份，存于）", World Statesmen.org, retrieved on 5 February 2009.
13. ↑  "Solomon Islands （页面存档备份，存于）", World Statesmen.org, retrieved on 5 February 2009.
14. ↑  "Former ICAC chief dies in Britain", South China Morning Post CITY3, 4 February 2009.
15. ↑  "South Pacific realms 的存檔，存档日期2008-05-22.", The Monarchy Today, retrieved on 5 February 2009.
16. ↑  《公務員敘用委員會二零零零年年報 的存檔，存档日期2006-12-29.》，香港：香港政府，2000年。
17. 1 2  〈前廉政專員陸鼎堂逝世 的存檔，存档日期2009-02-06.〉，《蘋果日報》，2009年2月4日。
18. ↑  〈歷任廉政專員 （页面存档备份，存于）〉，《凝聚群力，共建廉政》，香港：廉政公署，2004年。
19. ↑  "Donald Luddington : Obituary （页面存档备份，存于）", Yorkshire Post, 29 January 2009.
20. ↑  行政長官對陸鼎堂爵士逝世深切哀悼 （页面存档备份，存于），《新聞公報》，香港：香港政府，2009年2月3日。
21. ↑  女童軍歷史 的存檔，存档日期2006-04-19.，《香港女童軍總會》網頁，造訪於2009年2月5日。
22. ↑  "Issue 45984[]", London Gazette, 22 May, 1973, p.4.
23. ↑  "Issue 46280[]", London Gazette, 3 May, 1974, p.2.
24. ↑  "Issue 46919[]", London Gazette, 4 June, 1976, p.17.

### 英文資料
- "Issue 39600", London Gazette, 15 July, 1952, p.3.
- "Issue 44840", London Gazette, 2 May, 1969, p.2.
- "Issue 45984", London Gazette, 22 May, 1973, p.4.
- "Issue 46117", London Gazette, 1 November, 1973, p.1.
- "Issue 46280", London Gazette, 3 May, 1974, p.2.
- "Issue 46919", London Gazette, 4 June, 1976, p.17.
- Edited by Kevin Sinclair, Who's Who in Hong Kong, Hong Kong: SCMP, 1979.
- Who's Who, London: A & C Black, 2008.
- "Donald Luddington: Obituary", Yorkshire Post, 29 January 2009.
- "Former ICAC chief dies in Britain", South China Morning Post CITY3, 4 February 2009.
- "British Western Pacific Territories", World Statesmen.org, retrieved on 5 February 2009.
- "Index Lo-Ly", rulers.org, retrieved on 5 February 2009.
- "Solomon Islands", World Statesmen.org, retrieved on 5 February 2009.
- "South Pacific realms", The Monarchy Today, retrieved on 5 February 2009.

### 中文資料
- 景韓任市政局長，《工商日報》第五頁，1960年11月26日。
- 薜畿輔接長警務處，《工商日報》第四頁，1968年12月13日。
- 黎敦義繼陸鼎堂任新界民政署長，《工商日報》第二十頁，1971年4月1日。
- 姬達獲委任布政司，《工商日報》第八頁，1978年7月1日。
- 《公務員敘用委員會二零零零年年報》，香港：香港政府，2000年。
- 歷任廉政專員，《凝聚群力，共建廉政》，香港：廉政公署，2004年。
- 重原則 有性格 佩服兩「恐龍師父」，香港《文匯報》，2005年11月4日。
- 行政長官對陸鼎堂爵士逝世深切哀悼，《新聞公報》，香港：香港政府，2009年2月3日。
- 前廉政專員陸鼎堂逝世，《蘋果日報》，2009年2月4日。
- 女童軍歷史，《香港女童軍總會》網頁，造訪於2009年2月5日。

## 外部連結
- 行政長官對陸鼎堂爵士逝世深切哀悼 （页面存档备份，存于），港府新聞公報，2009年2月3日
- 前廉政專員陸鼎堂逝世[永久]，明報，2009年2月3日

| 官衔              | 官衔                                                                    | 官衔             |
| ----------------- | ----------------------------------------------------------------------- | ---------------- |
| 前任： 景韓       | 新界民政署長 1969年4月-1971年4月                                        | 繼任： 黎敦義    |
| 前任： 何禮文     | 民政司 1971年5月-1973年5月                                              | 繼任： 姬達      |
| 前任： 祈濟時爵士 | 英屬西太平洋高級專員 1973年10月-1976年1月                               | 繼任： 廢置      |
| 前任： 新置       | 英屬所羅門群島保護領總督 1975年起改稱所羅門群島總督 1974年8月-1976年1月 | 繼任： 科林·艾倫 |
| 前任： 何禮文爵士 | 公務員敘用委員會主席 1977年5月-1978年3月                                | 繼任： 黎保德    |
| 前任： 姬達       | 第2任香港總督特派廉政專員 1978年7月-1980年11月                          | 繼任： 衛理欽    |